# Achyrocline satureioides
Achyrocline saturejoides (лат.) — многолетнее травянистое растение или полукустарник, вид рода Achyrocline семейства Астровые (Asteraceae). Произрастает в Южной Америке от Аргентины до Колумбии и Гайаны.

## Разновидности
- Achyrocline saturejoides var. albicans Griseb.
- Achyrocline saturejoides var. saturejoides[2]

## Описание
Achyrocline saturejoides — многолетнее травянистое растение или полукустарник 20-70 см высотой, густо опушённое. Стебли прямые, рыхло разветвлённые у основания, облиственные до соцветия. Листья очередные, линейные, 2,5-5(-6) см × 1,5-4(-5) мм, утончённые у основания, острые на верхушке, слегка обесцвеченные, сверху и снизу шерстистые. Цветки жёлтые, около 1 см в диаметре. Цветёт в марте. Многочисленные соцветия — корзинки, расположены в густых клубочках на верхушке стеблей. Семянки коротковолосистые, длиной 0,7-0,8 мм с белым хохолком длиной 4-5 мм.

## Распространение
Achyrocline saturejoides произрастает в Южной Америке. Ареал включает такие страны как Аргентина (северо-восток и северо-запад), Боливия, Бразилия (северо-восток, юг, юго-восток и западно-центральный регион), Колумбия, Эквадор, Парагвай, Перу и Уругвай.

## Использование
A. saturejoides используется как лекарственное растение (символ штата Риу-Гранди-ду-Сул в Бразилии). Широко используется в различных странах, разделяющих культурное наследие гуарани, включая Парагвай, Уругвай и северную Аргентину, где его используют для лечения желудка, пищеварительных и желудочно-кишечных расстройств во время беременности. Экстракт A. saturejoides содержит изорамнетин, лютеолин и кверцетин, используется против герпеса.
Растение, а иногда и просто цветы, используются для приготовления чая. Головки цветов используются для приготовления лечебных вин и биттеров. Цветы также измельчают и кладут в подушку, чтобы помочь заснуть.

## Галерея

A. saturejoides
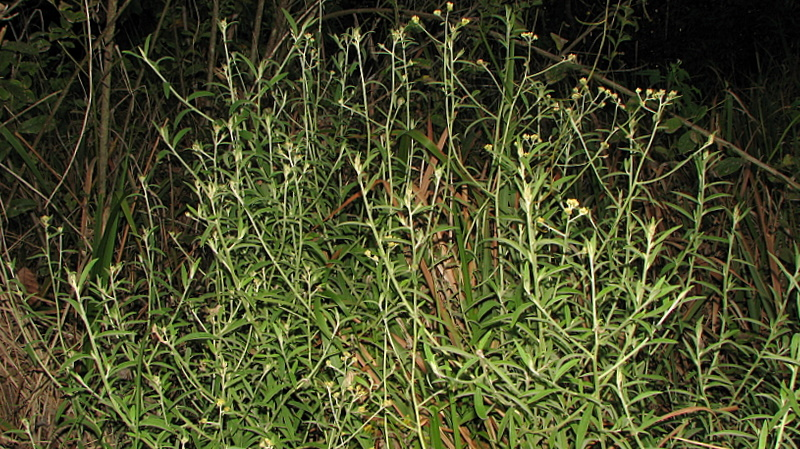
Общий вид
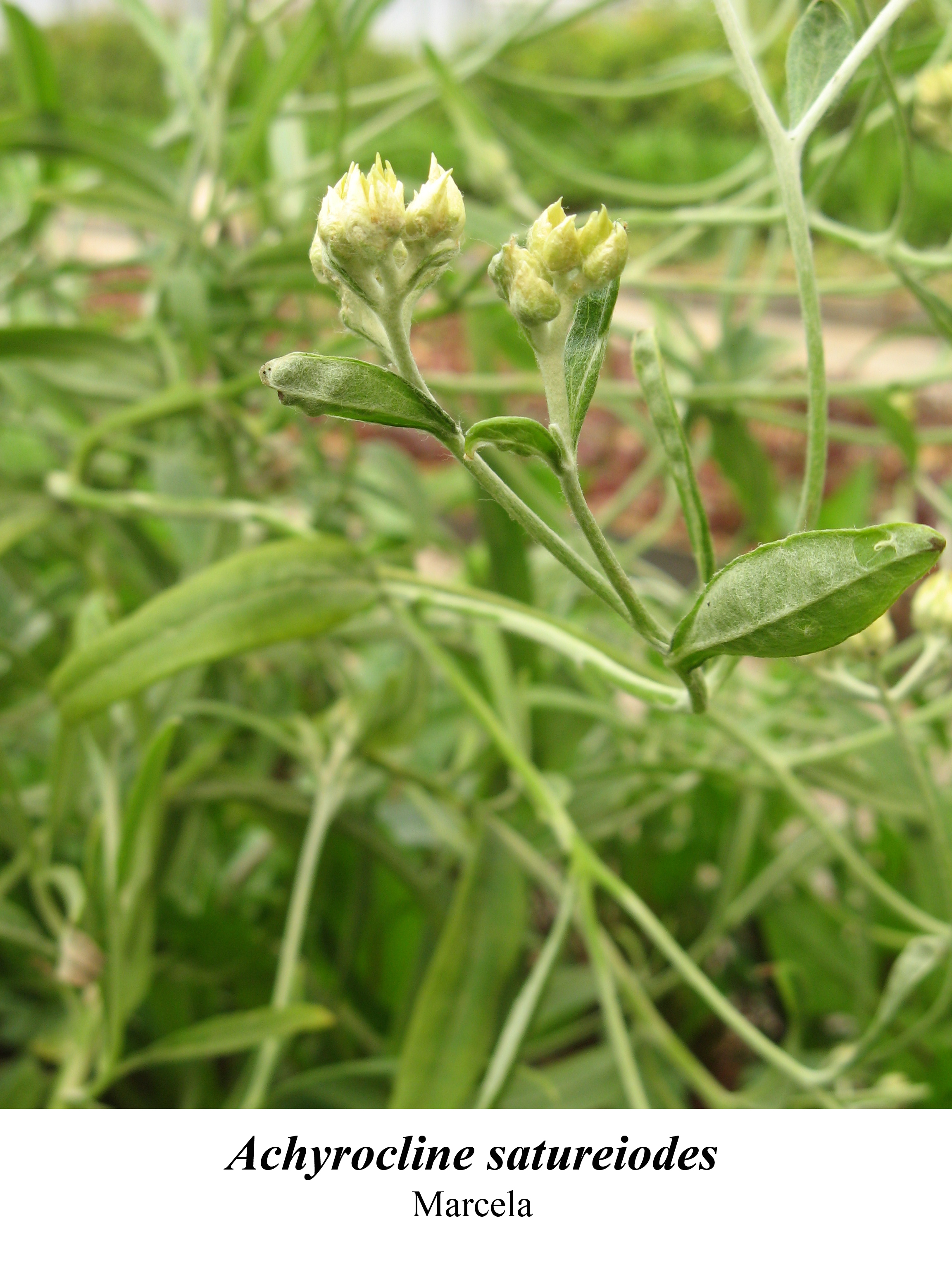
Листва
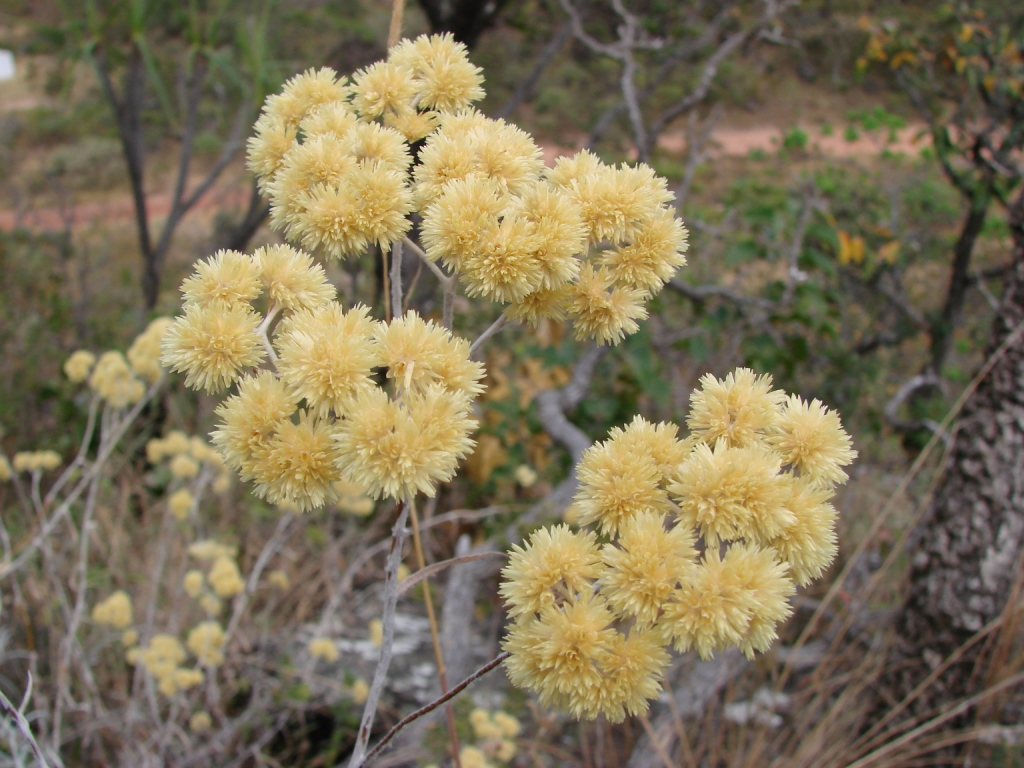
Соцветия
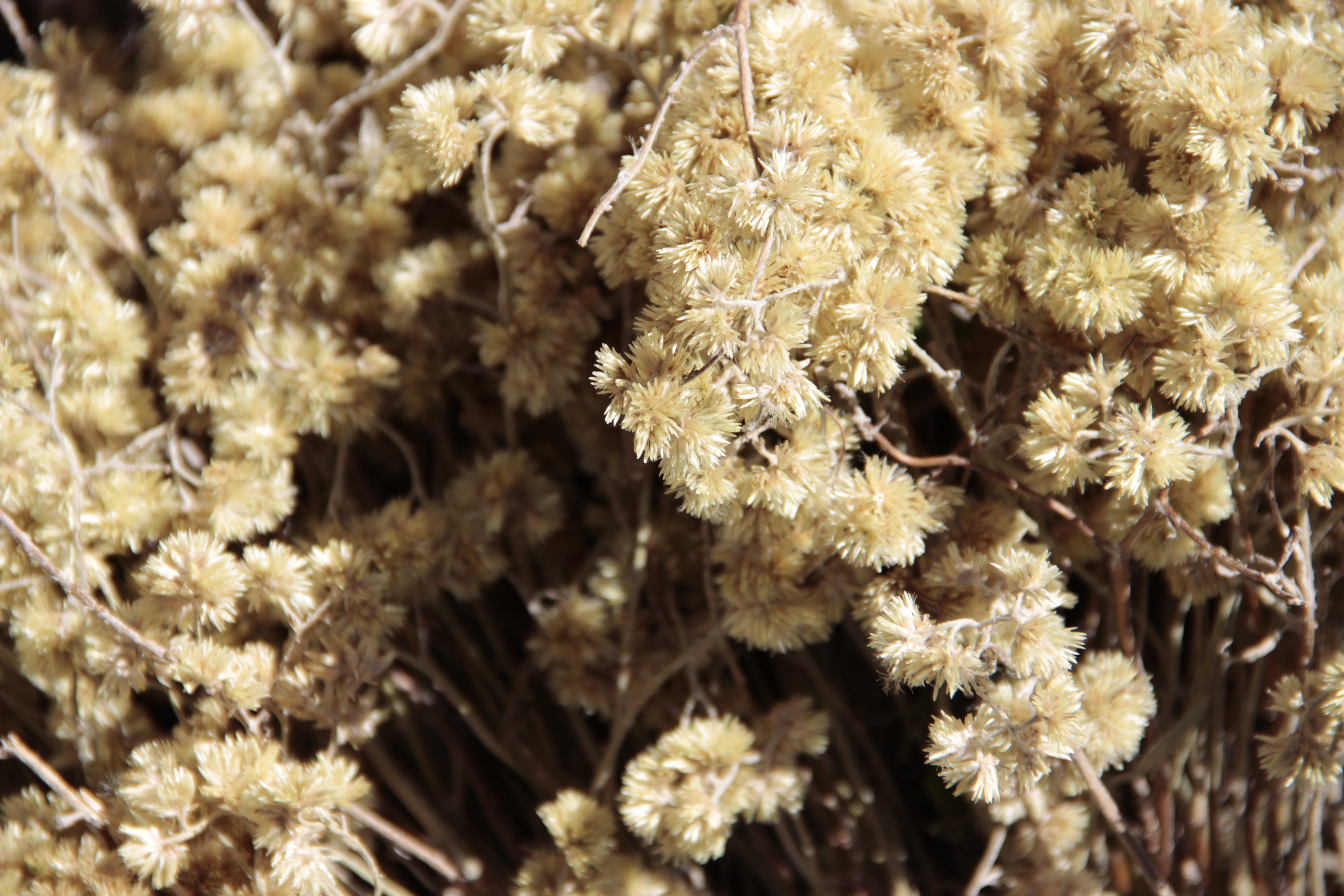